# Black and Yellow
"Black and Yellow" je prvi singl repera Wiz Khalife s njegovog debitantskog studijskog albuma Rolling Papers. Singl je objavljen 14. rujna 2010. godine. Tekst pjesme je napisao Wiz Khalifa, a producenti su Stargate. Objavljen je kao CD singl u čast Record Store Dayu. Na top ljestvici Billboard Hot 100 pjesma je debitirala na broju jedan. To je ujedno i Wiz Khalifin prvi broj jedan singl u Sjedinjenim Američkim Državama.

## Popis pjesama
CD singl
1. "Black and Yellow" - 3:37

Promotivni CD singl
1. "Black and Yellow" - 3:37

Digitalni download
1. "Black and Yellow" – 3:38
2. "Black and Yellow (G-Mix)" (featuring Snoop Dogg, Juicy J & T-Pain) – 4:35

Vinilni singl
1. "Black and Yellow" - 3:37

Instrumentalna verzija
1. "Black and Yellow" - 3:42

Remiksevi
1. "Black and Yellow (G-Mix)" (featuring Snoop Dogg, Juicy J & T-Pain) – 4:35
2. "Black and Yellow" (Radio Edit) - 3:18

## Top ljestvice i certifikacije
| Top ljestvice (2010. – 2011.)    | Završna pozicija |
| -------------------------------- | ---------------- |
| Australija (ARIA)                | 24               |
| Australija (ARIA Urban Singles)  | 9                |
| Austrija (Ö3 Austria Top 40)     | 44               |
| Belgija (Ultratop)               | 2                |
| Belgija (Ultratop 40)            | 46               |
| Češka (IFPI                      | 35               |
| Danska (Tracklisten)             | 12               |
| Finska (Suomen Virallinen Lista) | 2                |
| Francuska (SNEP)                 | 38               |
| Hrvatska (Airplay Radio Chart)   | 30               |
| Irska (IRMA)                     | 14               |
| Kanada (Canadian Hot 100)        | 7                |
| Nizozemska (Single Top 100)      | 44               |
| Novi Zeland (RIANZ               | 21               |
| Njemačka (Media Control Charts)  | 31               |
| Njemačka (German Airplay Chart)  | 91               |
| SAD (Billboard Hot 100)          | 1                |
| SAD (Hot R&B/Hip-Hop Songs)      | 6                |
| SAD (Pop Songs)                  | 18               |
| SAD (Rap Songs)                  | 1                |
| Slovačka (IFPI)                  | 26               |
| Švedska (Sverigetopplistan)      | 28               |
| Švicarska (Swiss Music Charts)   | 44               |
| UK (UK R&B Chart)                | 2                |
| UK (UK Singles Chart)            | 5                |

| Država                     | Certifikacija |
| -------------------------- | ------------- |
| Australija                 | 1× platinasta |
| Kanada                     | 2× platinasta |
| Sjedinjene Američke Države | 3× platinasta |

| Top ljestvica (2011.)          | Pozicija |
| ------------------------------ | -------- |
| Hrvatska (Airplay Radio Chart) | 89       |
| SAD Billboard Hot 100          | 31       |

## Vanjske poveznice
- Black and Yellow na YouTubeu